# Imlay (Nevada)
Imlay – jednostka osadnicza w Stanach Zjednoczonych, w stanie Nevada, w hrabstwie Pershing.